# Yukarıdamla, Patnos
Yukarıdamla là một xã thuộc huyện Patnos, tỉnh Ağrı, Thổ Nhĩ Kỳ. Dân số thời điểm năm 2011 là 899 người.